# Richard Cochran
Pour les articles homonymes, voir Cochran.
Richard Lee « Dick » Cochran (né le 23 juin 1938 à Tulsa) est un athlète américain spécialiste du lancer du disque. Concourant pour l'Université du Missouri-Columbia, Cochran mesure 1,95 m pour 102 kg.

## Carrière

### Palmarès
| Date | Compétition           | Lieu    | Résultat | Performance |
| ---- | --------------------- | ------- | -------- | ----------- |
| 1959 | Jeux panaméricains    | Chicago | 2e       | 54,44 m     |
| 1960 | Jeux olympiques d'été | Rome    | 3e       | 57,16 m     |

### Records
| Épreuve          | Performance | Lieu | Date |
| ---------------- | ----------- | ---- | ---- |
| Lancer du poids  | 16,28 m     |      | 1960 |
| Lancer du disque | 58,36 m     |      | 1960 |